# Jean-Marie Brouyère
Jean-Marie Brouyère (Peer, 16 november 1943 - 10 december 2009) was een Belgisch scenarioschrijver van stripverhalen. Hij was ook striptekenaar en kunstschilder.

## Levensloop
Brouyère werd geboren in Peer. Hij studeerde aan het Institut Saint-Luc in Brussel.
Hij begon met het tekenen en schrijven van strips in de jaren zestig. Vanaf 1961 tekende hij strips voor het International Press bureau. Hij was aanvankelijk ook betrokken bij animatiefilm. Voor het weekblad Kuifje schreef hij scenario's, onder andere voor de stripreeksen Onomatopax en Toutouffu. In 1971 ging hij werken bij uitgeverij Dupuis voor het stripblad Robbedoes en Spirou.
In 1971 begon hij een strip over een loodgieter Al Alo en in 1973 Bug 30 (zowel tekeningen als scenario). Hij illustreerde ook verschillende spelpagina's. Daarna begon hij zijn carrière als scenarioschrijver voor stripreeksen als Archie Cash en Aymone. Hij was in de jaren zeventig een van de meest productieve scenaristen bij Robbedoes. Hij werkte er nauw samen met hoofdredacteur Thierry Martens en diende onder hem onofficieel als artistiek directeur van het weekblad.
In 1978, nadat Thierry Martens zijn functie van hoofdredacteur had beëindigd, verliet hij Robbedoes en trok zich terug uit de stripwereld. Hij bleef wel tot 1987 het scenario schrijven voor Archie Cash. Met uitzondering van Archie Cash bracht uitgeverij Dupuis geen enkel door hem geschreven stripverhaal in albumvorm uit.
In zijn laatste jaren was hij actief als kunstschilder.